# Ketsingen
Ketsingen is een dorp nabij Berg, een deelgemeente van Tongeren in de Belgische provincie Limburg. Het dorp heeft een oppervlakte van 0,41 km² en telde 273 inwoners in 2017.
Het dorp bevindt zich in het oosten van de gemeente Tongeren en is gelegen op zo'n anderhalve kilometer ten noordoosten van de dorpskom van Berg nabij de gemeentegrens met Riemst. 
In Ketsingen ontspringt de Demer. De bron van deze rivier bevindt zich ten oosten van de dorpskern ter hoogte van kilometerpaal 95 van de A13-E313-autosnelweg.

## Etymologie
De naam van het dorp kan teruggebracht worden tot het vroegmiddeleeuwse Katisingum. Het eerste element verwijst naar een onbekende persoonsnaam die zijn herkomst vindt in de substraattaal en afgeleid is van kat- dat 'lief' betekent. De uitgang -ingum is de zuiver Germaanse variant van de Germaans-Romaanse uitgang -(in)iacas en betekent zoveel als 'bij de lieden van'.

## Geschiedenis
Ketsingen maakte vanaf de 12e eeuw deel uit van de Tongerse stadsvrijheid. Oorspronkelijk werd het dorp beschouwd als een wijk van Berg, maar later kreeg de plaats hetzelfde statuut als Berg en werd het een afzonderlijke gemeente. Op het grondgebied van Ketsingen lagen verschillende kleine Loonse lenen en bevond zich een cijnshof van het Sint-Odulfuskapittel. Aan het eind van 18e eeuw werd Ketsingen bij Berg gevoegd.
Bij de gemeentelijke fusie van 1971 werd Ketsingen afgescheiden van Berg en vormde de plaats een onderdeel van de nieuwgevormde gemeente Elderen. Deze gemeente werd al in 1977 opgeheven en sindsdien maakt Ketsingen deel uit van de gemeente Tongeren.

## Bezienswaardigheden
- Enkele vakwerkhoeves uit de 18e en 19e eeuw
- Voormalige Sint-Stefanuskerk, een bakstenen zaalkerkje uit de 20e eeuw

## Natuur en landschap
Ketsingen is gelegen op de scheiding tussen Droog- en Vochtig-Haspengouw. De hoogte varieert tussen 80 en 95 meter. De kern van het gehucht ligt nabij de bron van de Demer. De gronden bij de oevers worden voornamelijk gebruikt als hooi- of weiland. Op de gronden rondom het dorp wordt vooral aan akkerbouw gedaan.

## Galerij

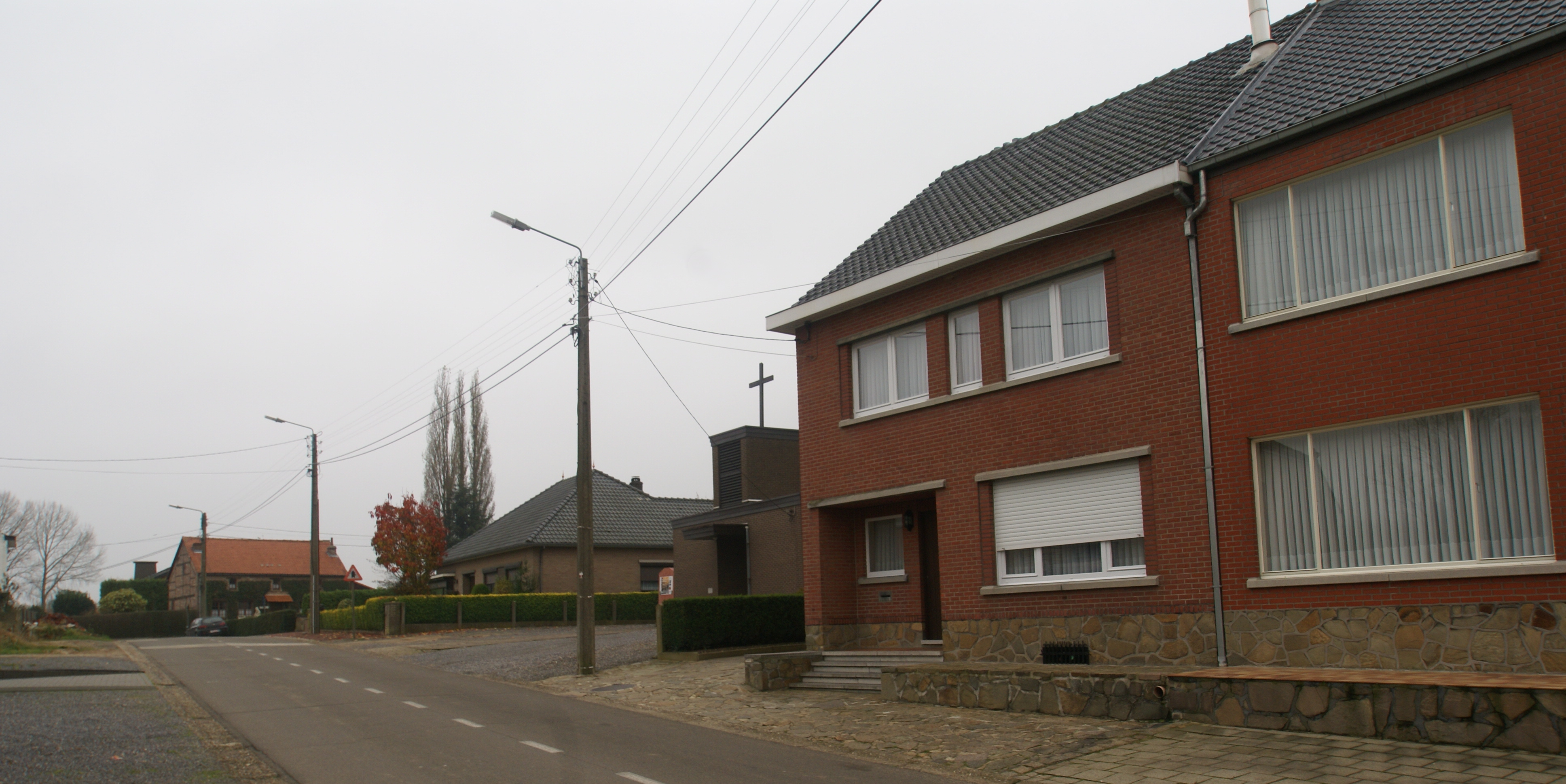
Dorpsgezicht
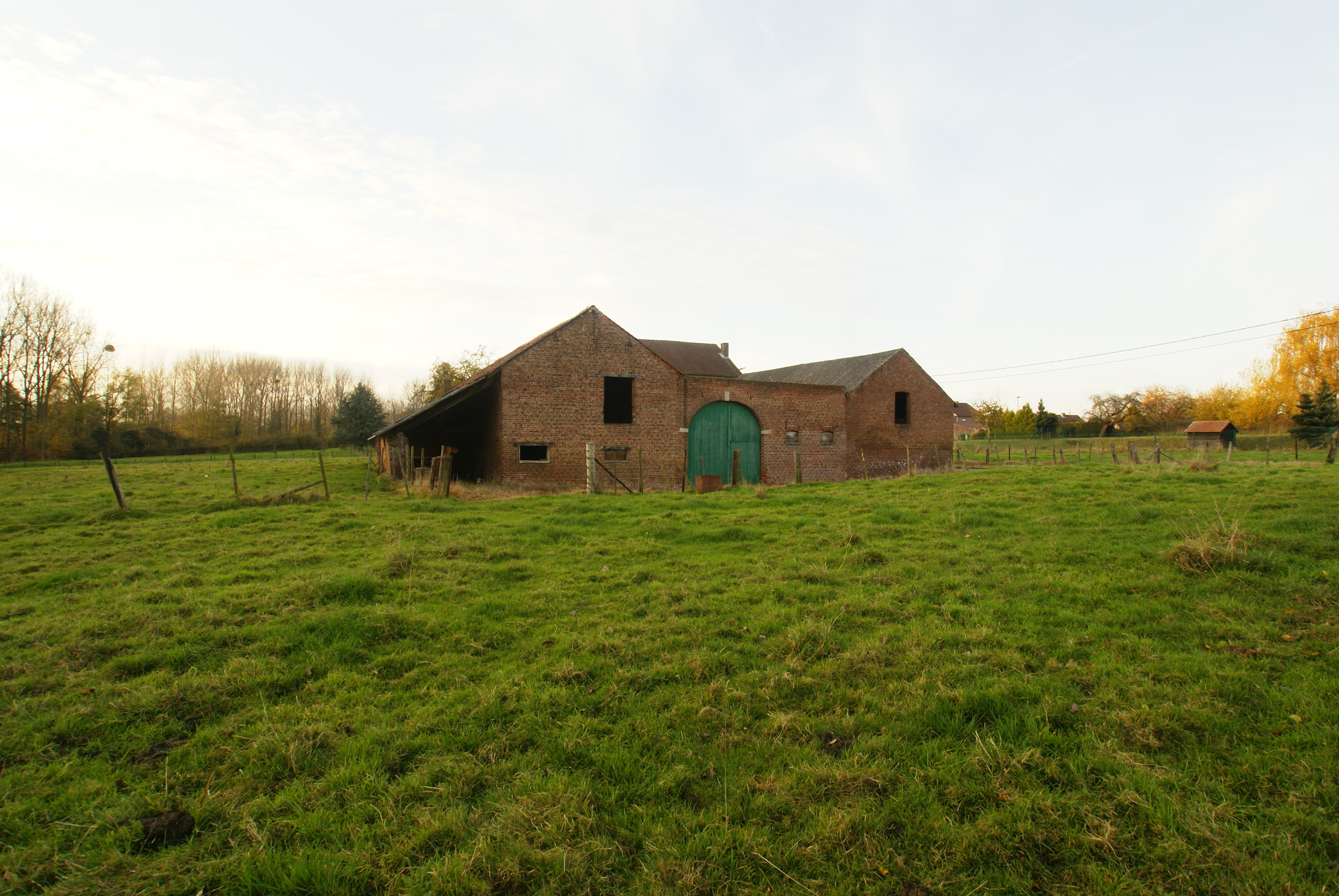
Haspengouwse boerderij
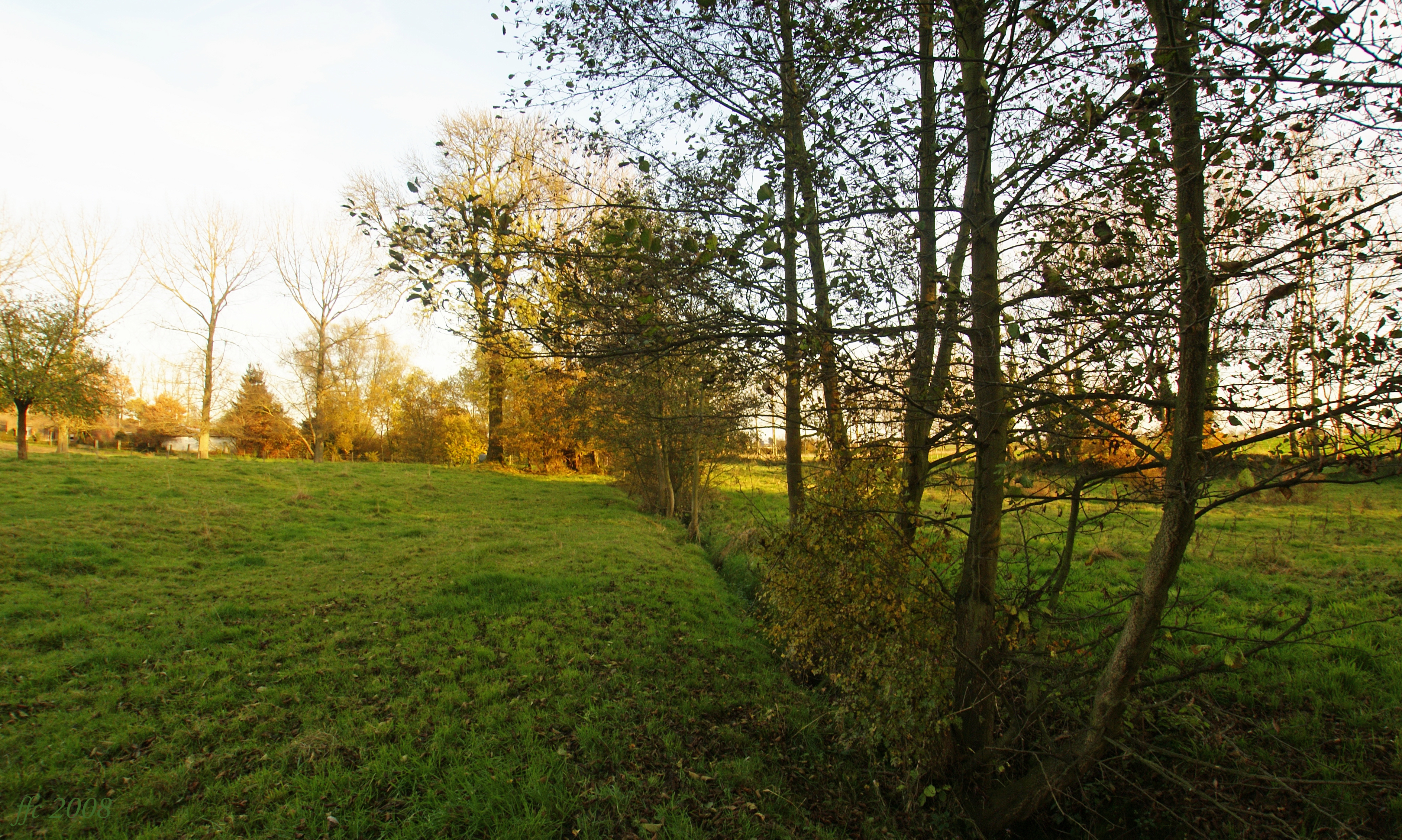
Demerbron

## Nabijgelegen kernen
Berg, 's Herenelderen, Genoelselderen